# Polypedilum simulator
Polypedilum simulator är en tvåvingeart som beskrevs av Jean-Jacques Kieffer 1917. Polypedilum simulator ingår i släktet Polypedilum och familjen fjädermyggor. Inga underarter finns listade i Catalogue of Life.